# Traktatsällskap
Ett traktatsällskap är en sammanslutning som ägnar sig åt att utge och distribuera kristna småskrifter, som i stora mängder säljs för billigt pris eller gratis delas ut till allmänheten. Syftet var att genom det tryckta ordet bidra till en kristen väckelse. 
Användandet av traktater i det kyrkliga livet är lika gammal som boktryckarkonsten. De har tagits i bruk av rörelser där man betonade den personliga omvändelsen. I England bildades sällskap för traktatspridning redan under 1690-talet. Som det tidigaste traktatsällskapet i Sverige brukar det ännu existerande Samfundet Pro Fide et Christianismo räknas, grundat 1771. År 1808 bildades det mera evangelikalt orienterade Evangeliska sällskapet, som ägnade sig åt omfattande traktatspridning. Under frikyrklighetens etableringsfas speds dess idéer genom traktater som försåldes eller delades ut av kringvandrande kolportörer, en ursprungligen frivillig uppgift som institutionaliserades och omvandlades till en funktion som stationär predikant. Traktaterna var oftast översatta från engelska och hade inte sällan ett kalvinistiskt innehåll, som bidrog till att bryta upp den homogena lutherdomens ställning i Sverige. Andra svenska traktatsällskap var Evangeliska alliansen, bildad 1853, Evangeliska traktatsällskapet, bildat 1853, Jönköpings Traktatsällskap bildat 1853 och Stockholms missionsförening, bildad 1856, och, i dess tidiga skede, Evangeliska Fosterlands-Stiftelsen, bildad 1856.